# Bocche del Rodano (dipartimento)
Le Bocche del Rodano (in francese Bouches-du-Rhône, in provenzale Bocas de Ròse) sono un dipartimento della regione Provenza-Alpi-Costa Azzurra (fr. Provence-Alpes-Côte d'Azur). Il territorio del dipartimento confina con i dipartimenti del Gard ad ovest, della Vaucluse a nord e del Varo ad est. A sud è bagnato dal mar Mediterraneo. Il dipartimento è situato nella bassa valle del Rodano.
Le principali città, oltre al capoluogo Marsiglia, sono Aix-en-Provence, Arles e Istres. Con 2 056 943 (2021) abitanti , è il terzo dipartimento francese per popolazione e quindi il primo della regione Provenza-Alpi-Costa Azzurra.